# هنری کار
هنری کار (انگلیسی: Henry Carr; ۲۷ نوامبر ۱۹۴۲ – ۲۹ مهٔ ۲۰۱۵) دونده و بازیکن فوتبال آمریکایی اهل ایالات متحده آمریکا بود.
از باشگاه‌هایی که در آن بازی کرده‌است می‌توان به نیویورک جاینتز اشاره کرد.